# His Father's Rifle
His Father's Rifle er en amerikansk stumfilm fra 1915.

## Medvirkende
- Guy Oliver som Kirke Warren.
- Stella Razeto som Elsa Birch.
- William Howard som James Birch.
- Bertram Grassby som Higgens.
- Earle Foxe.